# 吉田瑞穂 (アナウンサー)
吉田 瑞穂（よしだ みずほ、1973年8月19日 - ）は、日本のフリーナレーター、元IBC岩手放送のアナウンサー。岩手県紫波郡紫波町生まれ。盛岡大学卒業。
1996年にIBC入社。2005年8月1日付けでテレビ局編成業務部に異動した。異動後も朗読を披露する機会が多く、高校生童話大賞及びラジオ文庫では、同局のアナウンサー大塚富夫とコンビを組んでいた。
第27回（2001年度）、第30回（2004年度）アノンシスト賞ラジオ・読みナレーション部門で大塚富夫アナと共に優秀賞受賞。
2017年に退社後は、フリーナレーターとして活動。現在は神奈川県在住。

## 現在の主な出演番組
特になし

## 過去の主な出演番組
テレビ
- たまてばこ火曜館

ラジオ
- 高校生童話大賞
- ラジオ文庫
- ネッツトヨタ岩手 この人この本
- 健康で長生きするために
- ラジオさんさんまる（金曜アシスタント）
- コスモパルタン
- ワイドステーション
- 秘密のアナ部屋
- マックスフライデー
- ハッピートークさわやか新婚さん
- JAウェザーリポート